# Sergentomyia teteica
Sergentomyia teteica är en tvåvingeart som beskrevs av Mikhail Mikhailovich Artemiev 1985. Sergentomyia teteica ingår i släktet Sergentomyia och familjen fjärilsmyggor.
Artens utbredningsområde är Moçambique. Inga underarter finns listade i Catalogue of Life.